# Ercole Lupinacci
Ercole Lupinacci (ur. 23 listopada 1933 w San Giorgio Albanese, zm. 6 sierpnia 2016) – włoski duchowny katolicki obrządku bizantyjsko-włoskiego, eparcha Piana degli Albanesi w latach 1981–1987 i Lungro degli Italo-Albanesi 1987-2010.

## Życiorys
Święcenia kapłańskie otrzymał 22 listopada 1959.
25 marca 1981 papież Jan Paweł II mianował go eparchą Piana degli Albanesi. 6 sierpnia tego samego roku z rąk biskupa Giovanniego Stamatiego przyjął sakrę biskupią. 30 listopada 1987 przeniesiony na urząd eparchy Lungro degli Italo-Albanesi. 10 sierpnia 2010 ze względu na wiek na ręce papieża Benedykta XVI złożył rezygnację z zajmowanej funkcji.
Zmarł 6 sierpnia 2016.